# Bruno Leibundgut

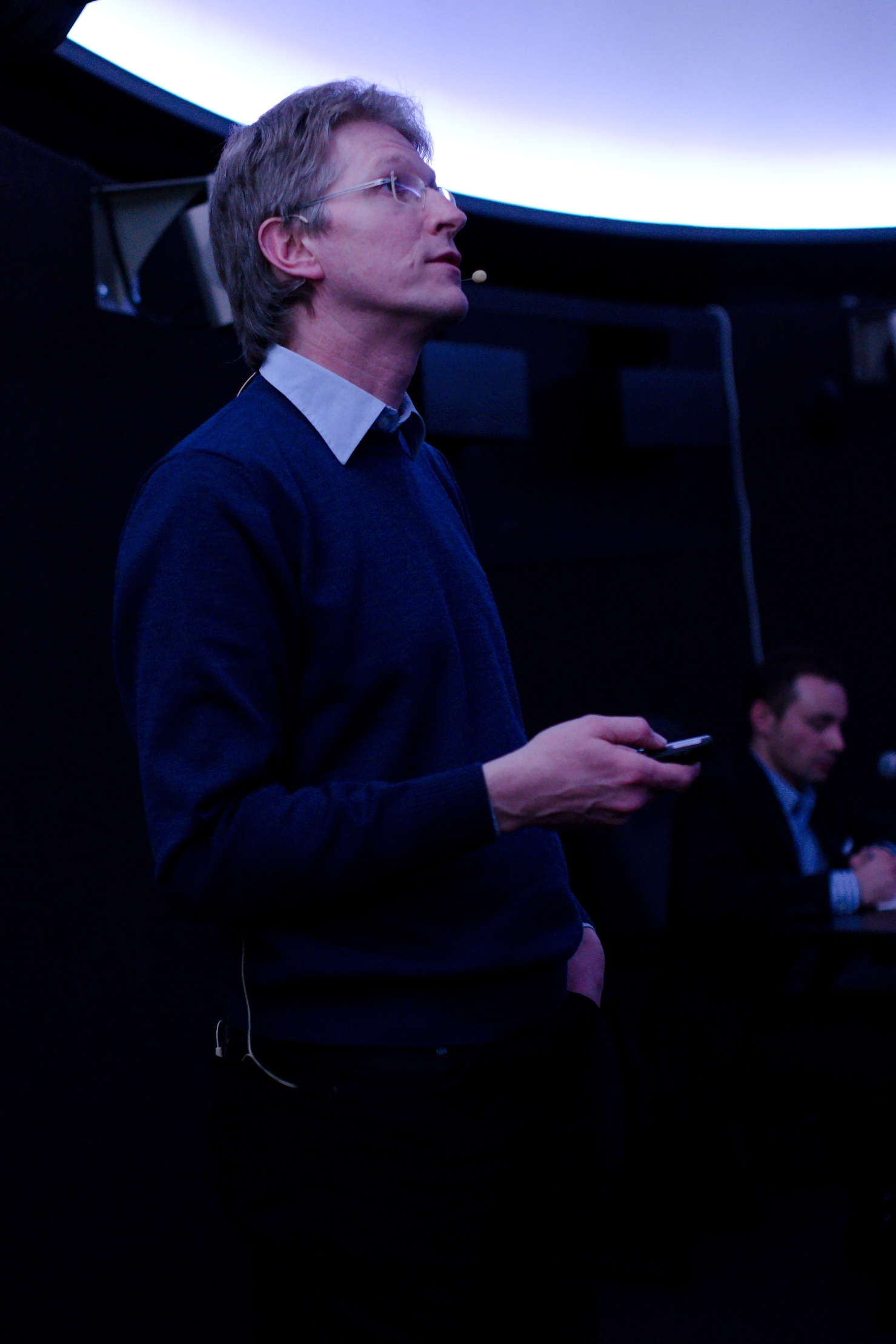
Bruno Leibundgut im 3D Planetarium Techmania. Pilsen, Tschechien.

Bruno Leibundgut (* 1. April 1960 in Basel) ist ein Schweizer Astronom.

## Leben und Wirken
Bruno Leibundgut besuchte das humanistische Gymnasium in Basel bis zur Matura 1979. Danach studierte er an der Universität Basel Physik, Mathematik und Astronomie und wurde dort 1988 promoviert. Seit 1993 ist er Mitarbeiter der Europäischen Südsternwarte.
Er wurde vor allem für Neuentdeckungen im Bereich Supernovae bekannt. Er war ein Mitglied des High-Z Supernova Search Teams und beteiligte sich an der Herstellung von VLT.
Von 2008 bis März 2013 war er als Wissenschaftsdirektor der Europäischen Südsternwarte tätig. Seitdem nutzt er ein Sabbatical um durch Europa zu reisen und Vorträge zu Themen wie Entstehung der Elemente oder Struktur des Universums zu halten.

## Schriften (Auswahl)
- Light Curves of Supernovae Type I. (Volltext) (= Dissertation)
- mit Hillebrandt, W.: From twilight to highlight – the physics of supernovae. Springer, Berlin 2003
- mit Goobar A: Supernova Cosmology: Legacy and Future, (preprint), 2011
- mit Taubenberger, S.: 'Super-Chandrasekhar' Type Ia Supernovae at nebular epochs, 2013
- mit Spiro, S.: Underluminous Type II Plateau Supernovae: II. Pointing towards moderate mass precursors, 2014
- mit Graur. O.: Type-Ia Supernova Rates to Redshift 2.4 from CLASH: the Cluster Lensing and Supernova survey with Hubble, 2014